# Jänner-Rallye 2013
Die 30. Jänner-Rallye, offiziell 30. Internationale Jänner-Rallye, wurde vom 3. bis 5. Januar 2013 in Freistadt in Österreich ausgetragen. Sie war der erste Lauf der Rallye-Europameisterschaft 2013 und gehörte außerdem zur Österreichischen Rallye-Staatsmeisterschaft, Historic Rallye-Staatsmeisterschaft sowie zur Tschechischen Rallye-Meisterschaft.

## Hintergrund
Die Gesamtlänge der diesjährigen Jänner-Rallye betrug 825,3 Kilometer. Auf dem Programm standen 18 Sonderprüfungen, zehn davon am ersten Tag und acht weitere am zweiten Tag. Die Gesamtlänge der Sonderprüfungen betrug 248,34 Kilometer, die ausschließlich auf asphaltierten Straßen ausgetragen wurden. Es gingen insgesamt 97 Fahrzeuge an den Start.
Der Deutsche Hermann Gassner sen. sowie die Tschechen Marcel Tucek und Jiri Petrasek wurden von den FIA-Sportkommissaren nicht zur Rallye zugelassen, da sie ein nicht homologiertes Fahrzeugmodell präsentiert hatten. Aus Zeitgründen ging der ehemalige Formel-1-Pilot Robert Kubica, der an der Rallye-Europameisterschaft 2013 teilnimmt, beim ersten EM-Lauf der Saison nicht an den Start.

## Verlauf der Rallye

### Shakedown
Vor dem geplanten Shakedown über 1,99 Kilometer auf dem Freistädter Trölsberg gab es am Nachmittag einen starken Eisregen, der für alle Teilnehmer schwierige Bedingungen bereitete. Der Tscheche Jan Kopecký gewann mit 1:11,3 Minuten den Shakedown und war um 1,2 Sekunden schneller als der Franzose François Delecour. Mit nur zwei Zehntelsekunden Rückstand belegte Beppo Harrach hinter dem Franzosen den dritten Rang.

### Tag 1
Alle Teilnehmer mussten sich auf den ersten drei Sonderprüfungen auf schwierige Streckenverhältnisse einstellen. Jan Kopecký entschied sich auf der ersten Sonderprüfung für die Risikovariante und erzielte mit breiten Spikereifen die erste Bestzeit. Er konnte jedoch auf den Sonderprüfungen zwei und drei nur die 19. und 22. Zeit fahren. Raimund Baumschlager hatte bereits nach der ersten Sonderprüfung eine Minute Rückstand, mit schmalen Reifen konnte er allerdings bei der nächsten Prüfung Boden gutmachen und gewann die zweite Sonderprüfung. Simon Wagner gewann überraschend die dritte Sonderprüfung. Vaclav Pech hatte auf breiten Reifen immer wieder mit dem Eis zu kämpfen und kam auf der dritten Sonderprüfung von der Strecke ab. Nach den ersten drei Sonderprüfungen belegte er hinter Baumschlager den dritten Rang. Harrach lag nur 14,1 Sekunden hinter den Tschechen auf Rang vier. Nach der fünften Sonderprüfung lag Baumschlager in Führung, doch eine Prüfung später übernahm wieder Kopecký die Spitze.
Auf der achten Sonderprüfung des Tages zog dichter Nebel auf, als die Fahrer Jan Kopecký, Bryan Bouffier, Raimund Baumschlager und François Delecour ihre Fahrt bereits absolviert hatten. Alle anderen später gestarteten Fahrer mussten wegen der schlechten Sicht große Rückständen hinnehmen. Die neunte und vorletzte Sonderprüfung des Tages gewann der Tscheche Václav Pech, es war sein erster und einziger Sonderprüfungssieg bei dieser Rallye. Sein Vorsprung auf dieser Sonderprüfung war sehr groß, sodass nur noch der Gesamtführende Kopecky sowie Bouffier und Baumschlager um den Sieg mitfahren konnten. Viele Fahrer nutzten auf der zehnten und letzten Sonderprüfung Intermediate Reifen, andere fuhren mit Regenreifen los. Jan Kopecký beendete den ersten Tag mit 20,2 Sekunden Vorsprung auf Bryan Bouffier sowie 38,9 Sekunden vor Baumschlager. Insgesamt gab es am ersten Tag sehr viele Ausfälle zu verzeichnen. Davon betroffen war unter anderem der Österreicher Simon Wagner, der gegen eine Hauswand prallte und nach einem Reifenwechsel zunächst weiterfahren konnte, bis ihn eine Überhitzung des Motors  endgültig zum Aufgeben zwang. Mit einem elektronischen Defekt schied außerdem der Pole Michał Sołowow aus, mit einem Motorschaden mussten Martin Semerád, Kris Rosenberger, Michael Böhm und David Glachs das Rennen vorzeitig beenden.

### Tag 2
Nach den turbulenten Witterungsverhältnissen am ersten Tag regnete es den ganzen Samstag über bei relativ milden Temperaturen. Auch am zweiten Tag zog das Trio Kopecký, Baumschlager und Bouffier mit großem Abstand davon. Auf der 15. Sonderprüfung hatte Kopecký einen Reifenschaden und verlor rund eine Minute, sodass Bouffier die Führung übernahm. Von da an blieb es bis zum Finale ein enger Zweikampf zwischen Kopecký und Bouffier. Dem Tschechen fehlten 10,6 Sekunden auf Bouffier. Auf der 18. und letzten Wertungsprüfung setzte sich Kopecký dann an die Spitze und sicherte sich mit einem Vorsprung von 0,5 Sekunden auf Bouffier den Gesamtsieg bei der Jänner-Rallye 2013. Kopecký wiederholte damit seinen Vorjahressieg. Baumschlager konzentrierte am zweiten Tag darauf, den dritten Platz zu verteidigen, was ihm auch gelang. Der dreimalige Sieger Václav Pech holte sich den vierten Rang. Der Österreicher Beppo Harrach ließ sein Fahrzeugsetup umbauen. Danach lief es für ihn besser, er konnte sich von Rang sieben auf Platz fünf verbessern und hatte am Ende 1,1 Sekunden Vorsprung auf den Polen Kajetan Kajetanowicz. Die Wertung der 2WD gewann der Deutsche Hannes Danzinger mit Copilotin Kathi Wüstenhagen.

## Wertungsprüfungen
| Tag             | WP   | Uhrzeit | Name                 | Länge    | Sieger               | Zeit    | Geschw.     | Gesamtführender      |
| --------------- | ---- | ------- | -------------------- | -------- | -------------------- | ------- | ----------- | -------------------- |
| Tag 1 (4. Jan.) | SS1  | 08:21   | Pierbach 1           | 18,99 km | Jan Kopecký          | 13:08,7 | 086,68 km/h | Jan Kopecký          |
| Tag 1 (4. Jan.) | SS2  | 09:24   | Liebenau 1           | 10,22 km | Raimund Baumschlager | 07:14,6 | 084,66 km/h | Jan Kopecký          |
| Tag 1 (4. Jan.) | SS3  | 10:10   | St. Oswald 1         | 08,68 km | Simon Wagner         | 05:50,4 | 089,18 km/h | Jan Kopecký          |
| Tag 1 (4. Jan.) | SS4  | 12:06   | Pierbach 2           | 18,99 km | Bryan Bouffier       | 13:18,5 | 085,62 km/h | Jan Kopecký          |
| Tag 1 (4. Jan.) | SS5  | 13:09   | Liebenau 2           | 10,22 km | Raimund Baumschlager | 06:25,6 | 095,41 km/h | Raimund Baumschlager |
| Tag 1 (4. Jan.) | SS6  | 13:55   | St. Oswald 2         | 08,68 km | Bryan Bouffier       | 04:57,8 | 104,93 km/h | Jan Kopecký          |
| Tag 1 (4. Jan.) | SS7  | 15:52   | Pregarten 1          | 08,76 km | Jan Kopecký          | 04:33,5 | 115,31 km/h | Jan Kopecký          |
| Tag 1 (4. Jan.) | SS8  | 16:35   | St. Leonhard 1       | 22,93 km | Bryan Bouffier       | 14:21,3 | 095,84 km/h | Jan Kopecký          |
| Tag 1 (4. Jan.) | SS9  | 18:47   | Pregarten 2          | 08,76 km | Václav Pech          | 04:52,0 | 108,00 km/h | Jan Kopecký          |
| Tag 1 (4. Jan.) | SS10 | 19:30   | St. Leonhard 2       | 22,93 km | Jan Kopecký          | 14:09,4 | 097,18 km/h | Jan Kopecký          |
| Tag 2 (5. Jan.) | SS11 | 07:38   | Gutau 1              | 08,27 km | Jan Kopecký          | 04:38,5 | 106,90 km/h | Jan Kopecký          |
| Tag 2 (5. Jan.) | SS12 | 08:35   | Unterweißenbach 1    | 13,53 km | Bryan Bouffier       | 08:16,2 | 098,16 km/h | Jan Kopecký          |
| Tag 2 (5. Jan.) | SS13 | 09:10   | Arena Königswiesen 1 | 07,79 km | Raimund Baumschlager | 05:09,8 | 090,52 km/h | Jan Kopecký          |
| Tag 2 (5. Jan.) | SS14 | 11:23   | Gutau 2              | 08,27 km | Jan Kopecký          | 04:42,5 | 105,39 km/h | Jan Kopecký          |
| Tag 2 (5. Jan.) | SS15 | 12:20   | Unterweißenbach 2    | 13,53 km | Beppo Harrach        | 08:40,2 | 093,63 km/h | Bryan Bouffier       |
| Tag 2 (5. Jan.) | SS16 | 12:55   | Arena Königswiesen 2 | 07,79 km | Kajetan Kajetanowicz | 05:23,3 | 086,74 km/h | Bryan Bouffier       |
| Tag 2 (5. Jan.) | SS17 | 13:49   | Aisttal 1            | 25,00 km | Jan Kopecký          | 13:27,2 | 111,50 km/h | Bryan Bouffier       |
| Tag 2 (5. Jan.) | SS18 | 16:07   | Aisttal 2            | 25,00 km | Jan Kopecký          | 13:42,0 | 109,49 km/h | Jan Kopecký          |

## Ergebnisse

### Rallye-Europameisterschaft
| Pos. | Fahrer               | Beifahrer            | Fahrzeug                    | Gesamtzeit | Rückstand | Punkte |
| ---- | -------------------- | -------------------- | --------------------------- | ---------- | --------- | ------ |
| 1    | Jan Kopecký          | Pavel Dresler        | Škoda Fabia S2000           | 2:35:45,3  |           | 38     |
| 2    | Bryan Bouffier       | Olivier Fournier     | Peugeot 207 S2000           | 2:35:45,8  | 0,05      | 31     |
| 3    | Raimund Baumschlager | Klaus Wicha          | Škoda Fabia S2000           | 2:37:03,4  | 1:18,1    | 23     |
| 4    | Václav Pech          | Petr Uhel            | Mini Cooper S2000           | 2:38:32,3  | 2:47,0    | 20     |
| 5    | Beppo Harrach        | Leopold Welsersheimb | Mitsubishi Lancer Evo IX R4 | 2:39:17,1  | 3:31,8    | 16     |
| 6    | Kajetan Kajetanowicz | Jarosław Baran       | Subaru Impreza Sti R4       | 2:39:18,2  | 3:32,9    | 12     |
| 7    | François Delecour    | Dominique Savignoni  | Peugeot 207 S2000           | 2:39:56,5  | 5:21,2    | 9      |
| 8    | Jaroslav Orsák       | David Šmeidler       | Mitsubishi Lancer Evo IX    | 2:39:56,5  | 5:21,2    | 4      |
| 9    | Jaromír Tarabus      | Daniel Trunkát       | Škoda Fabia S2000           | 2:42:01,3  | 7:56,0    | 2      |
| 10   | Pavel Valoušek       | Lukáš Kostka         | Peugeot 207 S2000           | 2:43:57,1  | 8:11,8    | 2      |

### Österreichische Rallye-Staatsmeisterschaft
| Pos. | Fahrer               | Beifahrer            | Fahrzeug                    | Gesamtzeit | Rückstand | Punkte |
| ---- | -------------------- | -------------------- | --------------------------- | ---------- | --------- | ------ |
| 1    | Jan Kopecký          | Pavel Dresler        | Škoda Fabia S2000           | 2:35:45,3  |           | 20     |
| 2    | Raimund Baumschlager | Klaus Wicha          | Škoda Fabia S2000           | 2:37:03,4  | 1:18,1    | 18     |
| 3    | Václav Pech          | Petr Uhel            | Mini Cooper S2000           | 2:38:32,3  | 2:47,0    | 16     |
| 4    | Beppo Harrach        | Leopold Welsersheimb | Mitsubishi Lancer Evo IX R4 | 2:39:17,1  | 3:31,8    | 14     |
| 5    | Kajetan Kajetanowicz | Jarosław Baran       | Subaru Impreza Sti R4       | 2:39:18,2  | 3:32,9    | 12     |
| 6    | Jaroslav Orsák       | David Šmeidler       | Mitsubishi Lancer Evo IX    | 2:39:56,5  | 5:21,2    | 10     |
| 7    | Jaromír Tarabus      | Daniel Trunkát       | Škoda Fabia S2000           | 2:42:01,3  | 7:56,0    | 9      |
| 8    | Pavel Valoušek       | Lukáš Kostka         | Peugeot 207 S2000           | 2:43:57,1  | 8:11,8    | 8      |
| 9    | Roman Odložilík      | Martin Tureček       | Peugeot 207 S2000           | 2:47:54,9  | 12:09,6   | 7      |
| 10   | Radek Mifka          | Tomáš Plachý         | Mitsubishi Lancer Evo IX    | 2:54:10,8  | 18:25,5   | 6      |
| 11   | Gerhard Aigner       | Marco Hübler         | Mitsubishi Lancer Evo IX    | 2:54:36,2  | 18:50,9   | 5      |
| 12   | Johannes Keferböck   | Hannes Gründlinger   | Mitsubishi Lancer Evo IX    | 2:58:14,2  | 22:28.9   | 4      |
| 13   | Lumír Firla          | Michal Večerka       | Subaru Impreza STI          | 2:58:14,2  | 22:28,9   | 3      |
| 14   | Robert Adolf         | Petr Gross           | Mitsubishi Lancer Evo IX    | 2:59:25,0  | 23:39,7   | 2      |
| 15   | Dino Tolfo           | Maurizio Barone      | Peugeot 207 S2000           | 3:09:03,6  | 33:18,3   | 1      |

## Berichterstattung
Der Fernsehsender Eurosport zeigte die Highlights von der Jänner-Rallye 2013.